# 광주광역시의 문화유산자료
광주광역시의 문화재자료는 문화재자료 중에서 광주광역시 내에 있는 문화재를 의미한다.

## 지정목록
| 번호   | 사진 | 명칭                                                                                | 소재지                                     | 관리자 (단체)          | 지정일                | 참조 |
| 1호    |      | 증심사 (證心寺)                                                                     | 광주 동구 운림동 56                        | 증심사                 | 1984년 2월 17일 지정  |      |
| 2호    |      | 약사암 (藥師庵)                                                                     | 광주 동구 운림동 11                        | 약사암                 | 1984년 2월 17일 지정  |      |
| 3호    |      | 무양서원 (武陽書院)                                                                 | 광주 광산구 월계동535-2                    | 탐진최씨문중           | 1984년 2월 29일 지정  |      |
| 4호    |      | 풍영정 (風詠亭)                                                                     | 광주 광산구 신창동852                      | 광산김씨문중           | 1984년 2월 29일 지정  |      |
| 5호    |      | 만귀정 (晩歸亭)                                                                     | 광주 서구 세하동 274-1                     | 인동장씨문종           | 1984년 2월 29일 지정  |      |
| 6호    |      | 용두동지석묘 (龍頭洞支石墓)                                                         | 광주 서구 용두동 25                        | 광주시 서구            | 1984년 2월 29일 지정  |      |
| 7호    |      | 용진정사 (湧珍精舍)                                                                 | 광주 광산구 왕동 산3-2                     | 오맹교                 | 1985년 2월 25일 지정  |      |
| 8호    |      | 고원희가옥 (高元熙家屋)                                                             | 광주 남구 압촌동 101-1                     | 고원희                 | 1987년 6월 1일 지정   |      |
| 9호    |      | 운림동석실고분 (雲林洞石室古墳)                                                     | 광주 동구 운림동 산18                      | 문준식                 | 1989년 3월 20일 지정  |      |
| 10호   |      | 고내상성지 (古內廂城址)                                                             | 광주 광산구 송정동 250-4외 1               | 국방부                 | 1989년 3월 20일 지정  |      |
| 11호   |      | 용진산마애여래좌상 (聳珍山磨崖如來坐像)                                             | 광주 광산구 사호동 산136                   | 청룡사                 | 1989년 3월 20일 지정  |      |
| 12호   |      | 양과동정 (良瓜洞亭)                                                                 | 광주 남구 이장동 266                       | 최창동                 | 1990년 11월 15일 지정 |      |
| 13호   |      | 부용정 (芙蓉亭)                                                                     | 광주 남구 칠석동 129                       | 광산김씨문중           | 1990년 11월 15일 지정 |      |
| 14호   |      | 호가정 (浩歌亭)                                                                     | 광주 광산구 본덕동 1                       | 서산유씨문중           | 1990년 11월 15일 지정 |      |
| 15호   |      | 풍암정 (楓岩亭)                                                                     | 광주 북구 충효동 718                       | 광산김씨문중           | 1990년 11월 15일 지정 |      |
| 16호   |      | 김봉선유품 (金鳳善遺品)                                                             | 광주 북구 용봉동 1004-4 광주시립민속박물관 | 광주시립민속박물관     | 1990년 11월 15일 지정 |      |
| 16-1호 |      | 김봉선교첩 (金鳳善敎牒)                                                             | 광주 북구 용봉동 1004-4 광주시립민속박물관 | 광주시립민속박물관     | 1990년 11월 15일 지정 |      |
| 16-1호 |      | 이력서 (履歷書)                                                                     | 광주 북구 용봉동 1004-4 광주시립민속박물관 | 광주시립민속박물관     | 1990년 11월 15일 지정 |      |
| 16-1호 |      | 간찰 (簡札)                                                                         | 광주 북구 용봉동 1004-4 광주시립민속박물관 | 광주시립민속박물관     | 1990년 11월 15일 지정 |      |
| 16-1호 |      | 상서(김한의족려) (上書(金漢義族閭))                                                 | 광주 북구 용봉동 1004-4 광주시립민속박물관 | 광주시립민속박물관     | 1990년 11월 15일 지정 |      |
| 16-1호 |      | 통문(김문기충절) (通文(金文起忠節))                                                 | 광주 북구 용봉동 1004-4 광주시립민속박물관 | 광주시립민속박물관     | 1990년 11월 15일 지정 |      |
| 16-1호 |      | 김봉선시권 (金鳳善試券)                                                             | 광주 북구 용봉동 1004-4 광주시립민속박물관 | 광주시립민속박물관     | 1990년 11월 15일 지정 |      |
| 16-1호 |      | 고품초 (告稟草)                                                                     | 광주 북구 용봉동 1004-4 광주시립민속박물관 | 광주시립민속박물관     | 1990년 11월 15일 지정 |      |
| 16-1호 |      | 김택순교첩 (金澤諄敎牒)                                                             | 광주 북구 용봉동 1004-4 광주시립민속박물관 | 광주시립민속박물관     | 1990년 11월 15일 지정 |      |
| 16-1호 |      | 숙부인정씨고신칙명 (淑夫人丁氏告身勅命)                                             | 광주 북구 용봉동 1004-4 광주시립민속박물관 | 광주시립민속박물관     | 1990년 11월 15일 지정 |      |
| 16-1호 |      | 김봉선고신칙명 (金鳳善告身勅命)                                                     | 광주 북구 용봉동 1004-4 광주시립민속박물관 | 광주시립민속박물관     | 1990년 11월 15일 지정 |      |
| 16-1호 |      | 김봉선백패교지 (金鳳善白牌敎旨)                                                     | 광주 북구 용봉동 1004-4 광주시립민속박물관 | 광주시립민속박물관     | 1990년 11월 15일 지정 |      |
| 16-1호 |      | 대한제국기념장증서(대황제폐하즉위기념장) (大韓帝國紀念章證書(大皇帝陛下卽位紀念章)) | 광주 북구 용봉동 1004-4 광주시립민속박물관 | 광주시립민속박물관     | 1990년 11월 15일 지정 |      |
| 16-1호 |      | 서적 (書蹟)                                                                         | 광주 북구 용봉동 1004-4 광주시립민속박물관 | 광주시립민속박물관     | 1990년 11월 15일 지정 |      |
| 16-1호 |      | 고문서 (古文書)                                                                     | 광주 북구 용봉동 1004-4 광주시립민속박물관 | 광주시립민속박물관     | 1990년 11월 15일 지정 |      |
| 16-1호 |      | 김택순고신칙명 (金澤諄告身勅命)                                                     | 광주 북구 용봉동 1004-4 광주시립민속박물관 | 광주시립민속박물관     | 1990년 11월 15일 지정 |      |
| 16-1호 |      | 통문(김한의효행) (通文(金漢義孝行))                                                 | 광주 북구 용봉동 1004-4 광주시립민속박물관 | 광주시립민속박물관     | 1990년 11월 15일 지정 |      |
| 16-2호 |      | 인장 (印章)                                                                         | 광주 북구 용봉동 1004-4 광주시립민속박물관 | 광주시립민속박물관     | 1990년 11월 15일 지정 |      |
| 16-2호 |      | 호패 (號牌)                                                                         | 광주 북구 용봉동 1004-4 광주시립민속박물관 | 광주시립민속박물관     | 1990년 11월 15일 지정 |      |
| 16-2호 |      | 대례모 (大禮帽)                                                                     | 광주 북구 용봉동 1004-4 광주시립민속박물관 | 광주시립민속박물관     | 1990년 11월 15일 지정 |      |
| 16-2호 |      | 패도 (佩刀)                                                                         | 광주 북구 용봉동 1004-4 광주시립민속박물관 | 광주시립민속박물관     | 1990년 11월 15일 지정 |      |
| 16-2호 |      | 대례복상의 (大禮服上衣)                                                             | 광주 북구 용봉동 1004-4 광주시립민속박물관 | 광주시립민속박물관     | 1990년 11월 15일 지정 |      |
| 16-2호 |      | 유품 (遺品)                                                                         | 광주 북구 용봉동 1004-4 광주시립민속박물관 | 광주시립민속박물관     | 1990년 11월 15일 지정 |      |
| 17호   |      | 삼거동고인돌군 (三巨洞고인돌群)                                                     | 광주 광산구 삼거동 산50번지외              | 평택임씨문중           | 1990년 11월 15일 지정 |      |
| 18호   |      | 임암동.원산동선사주거지및석곽묘 (林岩洞.院山洞先史住居址및石槨墓)                   | 광주 남구 임암동 64,원산동 1               | 김용안외4,이승만외5명  | 1992년 10월 22일 지정 |      |
| 19호   |      | 양고동계고문서 (良苽洞契古文書)                                                     | 광주 남구 양과동 993-3                     | 양과동                 | 1992년 10월 22일 지정 |      |
| 20호   |      | 광주읍성유허 (光州邑城遺墟)                                                         | 광주 동구 광산동 12-2번지외                | 문화체육관광부         | 1994년 4월 13일 지정  |      |
| 21호   |      | 유촌동석조여래좌상 (楡村洞石造如來坐像)                                             | 광주 서구 유촌동 497                       | 유촌동                 | 1996년 3월 19일 지정  |      |
| 22호   |      | 석아정오방정현판 (石啞亭五放亭懸板)                                                 | 광주 서구                                  | 최영훈                 | 1997년 7월 3일 지정   |      |
| 23호   |      | 분청사기전라도(전라도)명항아리 (분청사기전라도(전라도)명항아리)                     | 광주 북구 용봉동 1004-4 시립민속박물관     | 광주시립민속박물관     | 1998년 2월 12일 지정  |      |
| 24호   |      | 수완동왕버들 (水莞洞왕버들)                                                         | 광주 광산구 수완동 870-1, 700-12           | 광주광역시             | 1999년 4월 30일 지정  |      |
| 25호   |      | 김봉호가옥 (金鳳鎬家屋)                                                             | 광주 광산구 하남동 71,72번지               | 김봉호                 | 2000년 5월 16일 지정  |      |
| 26호   |      | 만취정 (晩翠亭)                                                                     | 광주 광산구 동호동 419                     | 심철규                 | 2002년 12월 27일 지정 |      |
| 27호   |      | 광주수피아여자고등학교 소강당                                                       | 광주 남구 양림동 242번지                   | 광주수피아여자고등학교 | 2011년 7월 22일 지정  |      |
| 28호   |      | 창녕조씨 삼강정려 (昌寧曺氏 三綱旌閭)                                               | 광주 광산구 북산동 450                     | 조선배                 | 2012년 1월 19일 지정  |      |
| 29호   |      | 광주 대원정사 석조보살좌상                                                          | 광주 북구 하서로 610-28 대원정사           | 일화스님               | 2013년 2월 25일 지정  |      |
| 30호   |      | 취가정 (醉歌亭)                                                                     | 광주 북구 환벽당길 42-2(충효동)            | 광주광역시북구청       | 2014년 1월 9일 지정   |      |